# Pełna grupa liniowa
Pełna grupa liniowa (ogólna grupa liniowa), GL(n, R) – grupa wszystkich odwracalnych macierzy kwadratowych stopnia {\displaystyle n} nad danym pierścieniem {\displaystyle R,} z mnożeniem macierzy jako działaniem określonym w grupie.

## Definicja formalna
Pełną grupą liniową {\displaystyle \operatorname {GL} (n,R)} nazywamy uporządkowaną czwórkę {\displaystyle \left(U_{n}(R),\cdot ,\ ^{-1},I\right),} gdzie:
- {\displaystyle R} jest pierścieniem łącznym z jedynką,
- {\displaystyle U_{n}(R)=\{A\ \in R_{n}^{n}\colon A{\text{ jest odwracalna}}\},} – zbiór macierzy kwadratowych wymiaru n, odwracalnych,
- działaniem grupowym jest mnożenie macierzy,
- operacją brania elementu odwrotnego jest odwracanie macierzy
- elementem neutralnym jest macierz jednostkowa.

Dowolną podgrupę pełnej grupy liniowej nazywa się po prostu grupą liniową. Z punktu widzenia teorii kategorii operator {\displaystyle \operatorname {GL} (n,\cdot )} jest funktorem z kategorii pierścieni w kategorię grup.

### Przestrzenie liniowe
Jeżeli {\displaystyle V} jest przestrzenią liniową nad ciałem {\displaystyle K,} wówczas pełną grupą liniową przestrzeni liniowej oznaczaną przez {\displaystyle \operatorname {GL} (V)} lub {\displaystyle \operatorname {Aut} (V)} nazywamy grupę wszystkich automorfizmów {\displaystyle V,} tzn. zbiór wszystkich wzajemnie jednoznacznych przekształceń liniowych {\displaystyle V\to V} ze składaniem funkcji jako działaniem grupowym.
Jeżeli przestrzeń {\displaystyle V} ma skończony wymiar {\displaystyle \dim V=n,} to {\displaystyle \operatorname {GL} (V)} oraz {\displaystyle \operatorname {GL} (n,K)} są izomorficzne. Jednakże izomorfizm nie jest kanoniczny, gdyż zależy od wyboru bazy w {\displaystyle V.} Jeżeli {\displaystyle (e_{1},\dots ,e_{n})} jest bazą uporządkowaną {\displaystyle V,} zaś {\displaystyle T} automorfizmem {\displaystyle \operatorname {GL} (V),} to mamy
{\displaystyle Te_{k}=\sum _{j=1}^{n}a_{jk}e_{j}}
dla pewnych stałych {\displaystyle a_{jk}\in K.} Macierz odpowiadająca {\displaystyle T} składa się po prostu z wyrazów {\displaystyle a_{jk}.}
Podobnie grupa {\displaystyle \operatorname {GL} (n,R)} pierścienia {\displaystyle R} może być interpretowana jako grupa automorfizmów wolnego {\displaystyle R}-modułu o randze {\displaystyle n.}

### Wyznaczniki
Macierz jest odwracalna nad ciałem {\displaystyle K} wtedy i tylko wtedy, gdy jej wyznacznik jest różny od zera. Stąd {\displaystyle \operatorname {GL} (n,K)} może być zdefiniowana jako grupa macierzy o niezerowym wyznaczniku.
Definicja dla pierścienia przemiennego {\displaystyle R} jest nieco subtelniejsza: macierz nad {\displaystyle R} jest odwracalna wtedy i tylko wtedy, gdy jej wyznacznik jest elementem odwracalnym w {\displaystyle R,} tzn. jej wyznacznik jest odwracalny w {\displaystyle R.} Stąd {\displaystyle \operatorname {GL} (n,R)} może być zdefiniowana jako grupa macierzy o wyznacznikach będących elementami odwracalnymi.
Rozważanie wyznaczników nad pierścieniem nieprzemiennym {\displaystyle R} nie ma sensu. W tym przypadku grupa {\displaystyle \operatorname {GL} (n,R)} może być zdefiniowana jako grupa elementów odwracalnych {\displaystyle M(n,R).}

## Specjalna grupa liniowa SL(n, R)
Specjalną grupą liniową stopnia {\displaystyle n} nad ciałem {\displaystyle K} nazywamy grupę liniową zawierającą wszystkie macierze kwadratowe stopnia {\displaystyle n} o elementach z ciała {\displaystyle K,} których wyznacznik jest równy jedności. Specjalną grupę liniową oznacza się przez {\displaystyle \operatorname {SL} (n,K)} lub {\displaystyle \operatorname {SL} _{n}(K).}

### Własności
- Macierze te tworzą grupę, gdyż wyznacznik iloczynu dwóch macierzy jest równy iloczynowi ich wyznaczników (twierdzenie Cauchy’ego), zatem jest ona zamknięta ze względu na to działanie.
- Jeżeli {\displaystyle K=\mathbb {R} } lub {\displaystyle K=\mathbb {C} ,} to {\displaystyle \operatorname {SL} (n)} jest grupą Liego wymiaru {\displaystyle n^{2}-1;} grupa ta jest podgrupą grupy {\displaystyle \operatorname {GL} (n).}
- Algebra Liego {\displaystyle \operatorname {sl} (n)} grupy {\displaystyle \operatorname {SL} (n)} składa się ze wszystkich macierzy {\displaystyle K_{n}^{n}} o zerowym śladzie; nawias Liego tej algebry jest zadany przez komutator macierzy.
- Specjalna grupa liniowa {\displaystyle \operatorname {SL} (n,\mathbb {R} )} może być scharakteryzowana jako grupa przekształceń liniowych {\displaystyle \mathbb {R} ^{n}} zachowujących objętość i orientację.

## Rozmaitość algebraiczna
{\displaystyle \operatorname {GL} (n,K)} może być rozważana jako otwarta podrozmaitość przestrzeni afinicznej wymiaru {\displaystyle n^{2}} nad {\displaystyle K.}

## Ciała skończone
Jeżeli {\displaystyle K} jest ciałem skończonym o {\displaystyle q} elementach, to zamiast {\displaystyle \operatorname {GL} (n,K)} piszemy czasami {\displaystyle \operatorname {GL} (n,q).} Jeżeli {\displaystyle p} jest liczbą pierwszą, to {\displaystyle \operatorname {GL} (n,p)} jest grupą automorfizmów zewnętrznych grupy {\displaystyle \mathbb {Z} _{p}^{n},} a zarazem grupą automorfizmów, ponieważ {\displaystyle \mathbb {Z} _{p}^{n}} jest abelowa, zatem grupa automorfizmów wewnętrznych jest trywialna.

### Rząd grupy
Rząd grupy {\displaystyle \operatorname {GL} (n,K)} wynosi
{\displaystyle |\operatorname {GL} (n,K)|=\prod _{i=0}^{n-1}\ (q^{n}-q^{i}).}
Można udowodnić ten fakt poprzez zliczanie możliwych kolumn macierzy: pierwsza może być dowolną poza wektorem zerowym, druga – dowolną z wyjątkiem wielokrotności pierwszej, wreszcie {\displaystyle k}-ta kolumna może być dowolnym wektorem spoza powłoki liniowej pierwszych {\displaystyle k-1} kolumn.
Przykładowo {\displaystyle \operatorname {GL} (3,2)} ma rząd równy {\displaystyle (8-1)(8-2)(8-4)=168.} Jest to grupa automorfizmów płaszczyzny Fana oraz grupy {\displaystyle \mathbb {Z} _{2}^{3}.}
Ogólniej, można policzyć punkty grassmannianianu nad {\displaystyle K,} innymi słowy: liczbę podprzestrzeni danego wymiaru {\displaystyle k.} Wymaga to jedynie znalezienia rzędu podgrupy izotropii jednej z takiej podprzestrzeni oraz podzielenia powyższego wzoru na podstawie twierdzenia o stabilizatorze.
Związek między tymi wzorami a liczbami Bettiego grassmannianów zespolonych, był jednym z tropów prowadzących do hipotezy Weila.
Analogiczny wzór dla {\displaystyle \operatorname {SL} (n,K)} to
{\displaystyle |\operatorname {SL} (n,K)|={\frac {1}{q-1}}\prod _{i=0}^{n-1}\ (q^{n}-q^{i}).}

## Inne podgrupy

### Podgrupy diagonalne
Zbiór wszystkich odwracalnych macierzy diagonalnych tworzy podgrupę grupy {\displaystyle \operatorname {GL} (n,K),} nazywaną podgrupą diagonalną, izomorficzną z {\displaystyle \left(K^{*}\right)^{n}.} W ciałach takich jak {\displaystyle \mathbb {R} ,} czy {\displaystyle \mathbb {C} } odpowiada ona skalowaniu przestrzeni; są to tzw. dylatacje i kontrakcje.
W szczególności, jeżeli wszystkie elementy na diagonali są równe, to macierz jest tzw. macierzą skalarną, będąca iloczynem stałej liczby oraz macierzy jednostkowej.

### Grupy klasyczne
Tak zwane grupy klasyczne są podgrupami {\displaystyle \operatorname {GL} (V)} zachowującymi pewien rodzaj formy dwuliniowej w przestrzeni liniowej {\displaystyle V.} Są to między innymi
- grupa ortogonalna, {\displaystyle {\mathcal {O}}(V),} zachowująca niezdegenerowaną symetryczną formę dwuliniową na {\displaystyle V,}
- grupa symplektyczna, {\displaystyle \operatorname {Sp} (V),} zachowująca formę symplektyczną na {\displaystyle V} (niezdegenerowaną antysymetryczną formę dwuliniową),
- grupa unitarna, {\displaystyle \operatorname {U} (V),} zachowująca niezdegenerowaną formę hermitowską na {\displaystyle V,} o ile {\displaystyle K=\mathbb {C} .}

Grupy te są ważnymi przykładami grup Liego.

## Własności
- Jeśli {\displaystyle n>2,} to {\displaystyle \operatorname {GL} (n,K)} nie jest abelowa.
- {\displaystyle \operatorname {SL} (n,K)} jest podgrupą normalną {\displaystyle \operatorname {GL} (n,K).}
- Niech {\displaystyle K^{*}} będzie grupą multiplikatywną (złożoną z wszystkich elementów {\displaystyle K} różnych od zera) ciała {\displaystyle K,} wówczas wyznacznik jest homomorfizmem grup:
{\displaystyle \det \colon \operatorname {GL} (n,K)\to K^{*}.}
- Z definicji jądra wynika, że jądrem {\displaystyle \det } jest zbiór macierzy o wyznaczniku równym jedności, zatem {\displaystyle \ker \det =\operatorname {SL} (n,K).}
- Więcej, {\displaystyle \operatorname {GL} (n,K)} jest produktem półprostym {\displaystyle \operatorname {SL} (n,K)\rtimes K^{*}.}
- Grupa {\displaystyle \operatorname {SL} (n,\mathbb {C} ),} w przeciwieństwie do {\displaystyle \operatorname {SL} (n,\mathbb {R} ),} jest jednospójna. Dodatkowo {\displaystyle \operatorname {SL} (n,\mathbb {R} )} ma tę samą grupę podstawową co grupa addytywna {\displaystyle \operatorname {GL} ^{+}(n,\mathbb {R} ),} czyli {\displaystyle \mathbb {Z} } dla {\displaystyle n=2} oraz {\displaystyle \mathbb {Z} _{2}} dla {\displaystyle n>2.}
- Zbiór wszystkich niezerowych macierzy skalarnych jest podgrupą {\displaystyle \operatorname {GL} (n,K)} izomorficzną z {\displaystyle K^{*}.}
- Grupa skalarna stanowi centrum {\displaystyle \operatorname {GL} (n,K),} zatem jest ona normalna i przemienna.
- Centrum {\displaystyle \operatorname {SL} (n,K)} to po prostu zbiór wszystkich macierzy z wyznacznikiem jednostkowym, podgrupa ta jest izomorficzna z grupą pierwiastków z jedynki {\displaystyle n}-tego stopnia w ciele {\displaystyle K.}

## Podobne grupy

### Projektywna grupa liniowa
Projektywna grupa liniowa {\displaystyle \operatorname {PGL} (n,K)} oraz specjalna projektywna grupa liniowa {\displaystyle \operatorname {PSL} (n,K)} są grupami ilorazowymi {\displaystyle \operatorname {GL} (n,K)} oraz {\displaystyle \operatorname {SL} (n,K)} przez ich centra (które składają się z pewnych wielokrotności macierzy jednostkowej).

### Grupa afiniczna
Grupa afiniczna {\displaystyle \operatorname {Aff} (n,K)} jest rozszerzeniem {\displaystyle \operatorname {GL} (n,F)} o grupę przesunięć w {\displaystyle K^{n}.} Zapisuje się ją jako produkt półprosty:
{\displaystyle \operatorname {Aff} (n,K)=\operatorname {GL} (n,K)\ltimes K^{n},}
gdzie {\displaystyle \operatorname {GL} (n,K)} działa na {\displaystyle K^{n}} w naturalny sposób. Grupa afiniczna może też być postrzegana jako grupa wszystkich przekształceń afinicznych przestrzeni afinicznej nad przestrzenią liniową {\displaystyle K^{n}.}